# Klips ve Onlar
Klips ve Onlar war eine kurzlebige türkische Popband.

## Geschichte
Sie vertraten die Türkei beim Eurovision Song Contest 1986 in Bergen mit dem Lied "Halley", das sich um den Halleyschen Kometen drehte, der sich im Jahr 1986 nach 76 Jahren wieder in Erdnähe befand. Der Text behandelte die Begrüßung des Kometen und eine Kommunikation mit ihm, er solle der Erde und den Erdbewohnern Glück und Segen bringen, wobei andere Textpassagen die Antwort des Kometen darstellten, der damit die Erde in mehreren Sprachen begrüßte und mitteilte, er sei gerade aus dem Grund gekommen, um Glück und Segen zu bringen.
Am Ende stand für die Komposition von Ilhan Irem und Melih Kibar der neunte Platz – von Jugoslawien gab es die Höchstpunktzahl und von Deutschland 8 und damit die bis dahin höchste Punktzahl aus Deutschland an die seit 1975 teilnehmende Türkei. Der Platz 9 war das bis dahin beste Ergebnis in der Grand-Prix-Geschichte des Landes und blieb es bis 1997.
Mitglieder der Gruppe waren ursprünglich Sevingül Bahadır, Gür Akad, Emre Tukur, Derya Bozkurt und Seden Kutlubay. Letztere nahm jedoch – offenbar aus privaten Gründen – nicht am eigentlichen Song Contest teil und wurde in Bergen durch Candan Erçetin ersetzt.

## Diskografie

### Alben
- 1987: Halley

### Singles
- 1986: Halley